# 莫内盖蒂

摩纳哥行政区划图，莫内盖蒂编号09

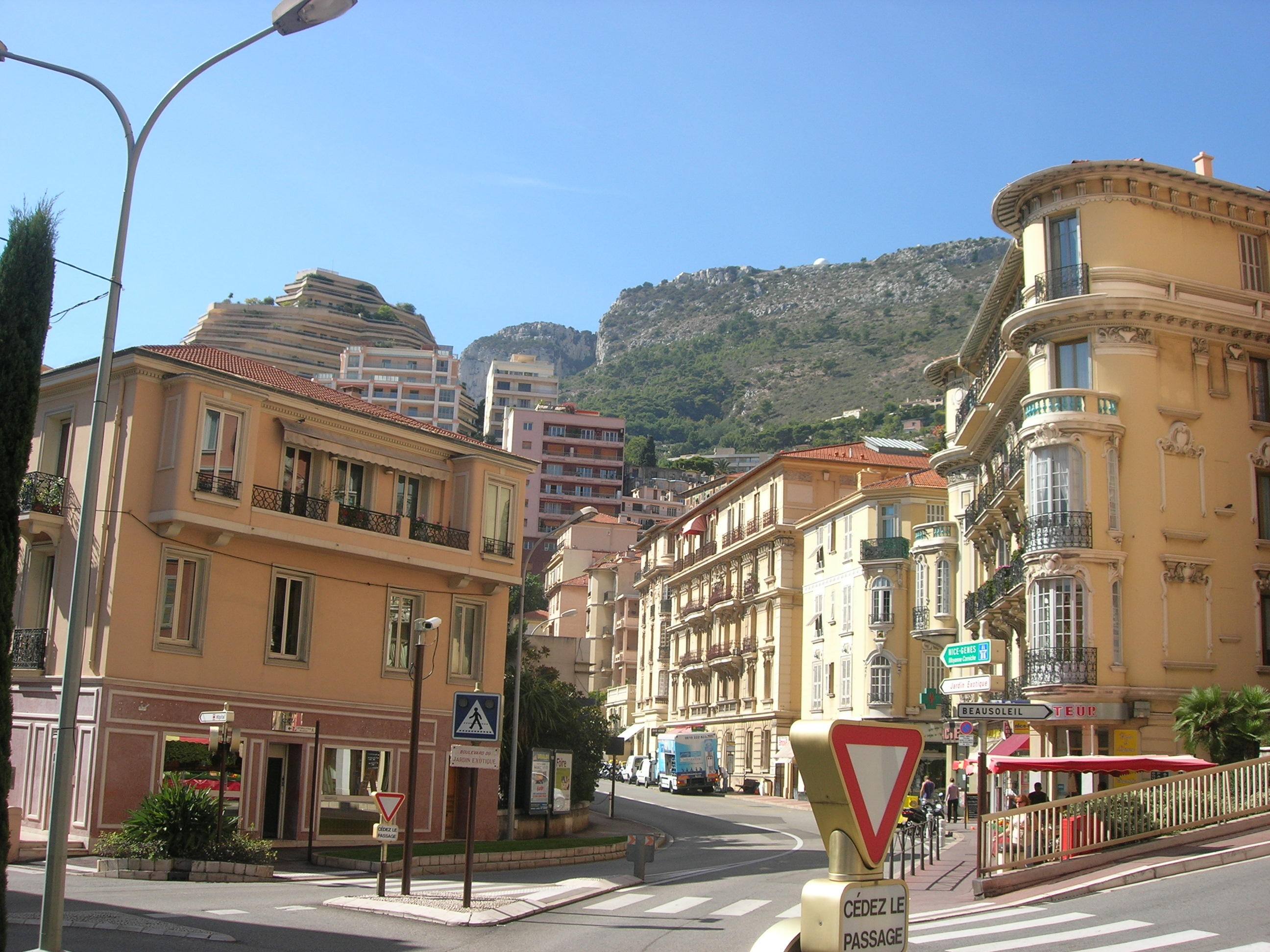
Moneghetti拉马克广场，包括一个小型公共公园，还包括Moneghetti邮局和警察局，教区教堂（圣心教堂）在50米开外。

莫内盖蒂（Moneghetti 或 Les Moneghetti），是摩纳哥的4个传统区之一的拉孔达米讷的一部分，但由於和拉孔达米讷核心地區風貌明顯不同，有時候也會被視為第5個傳統区。在新的行政區劃裡，它是10个行政区之一。这裡是摩纳哥全国最安静的住宅区（而不是拉孔达米讷），但是也有不少商店。

## 人口
该区是摩纳哥全国人口第四少的区，也是领土面积第二小的。

## 位置
莫内盖蒂位于全国的中北部，临近边境。该区紧邻法国滨海阿尔卑斯省的博索莱伊, 并挨着摩纳哥的另外三个传统区——丰维埃耶、摩纳哥城與拉孔达米讷。莫内盖蒂还挨着聖米歇爾、拉科勒及莱雷瓦尔等行政区。

## 旅游业
莫内盖蒂在大公国的旅游业中扮演重要角色，拥有大约50家酒店，尽管许多只有15-20間客房。

## 特色
摩纳哥唯一的火车站 (摩纳哥蒙特卡洛站)就位于本区。